# Reitenberg (Dilsberg)
Reitenberg, alternativ auch Reidenberg, ist eine Wüstung im Nordwesten von Baden-Württemberg. Sie liegt auf dem Gebiet der Stadt Neckargemünd im Rhein-Neckar-Kreis.
Das westlich des Dilsbergerhofes, am Rande eines Waldes, gelegene Reitenberg sowie Rainbach am Ufer des Neckars gelten als älteste Siedlungen auf dem Gebiet der ehemaligen Gemeinde Dilsberg. Der Name des Ortes bezieht auf das Roden des Gebietes. Urkundlich erstmals erwähnt wurden sie 1369, als die Einwohner beide Orte verlassen mussten, um nach Dilsberg zu ziehen. Im Gegensatz zu Reitenberg wurde Rainbach im 18. Jahrhundert erneut besiedelt. An die Wüstung Reitenberg erinnert ein Gedenkstein.